# IC 879
IC 879 — галактика типу SBab у сузір'ї Гідра.
Цей об'єкт міститься в оригінальній редакції індексного каталогу.